# Araneus tatianae
Araneus tatianae este o specie de păianjeni din genul Araneus, familia Araneidae, descrisă de Lessert, 1938.
Este endemică în Congo. Conform Catalogue of Life specia Araneus tatianae nu are subspecii cunoscute.